# Taieria titirangia
Taieria titirangia är en spindelart som beskrevs av Ovtsharenko, Fedoryak och Boris P. Zakharov 2006. Taieria titirangia ingår i släktet Taieria och familjen plattbuksspindlar. Inga underarter finns listade i Catalogue of Life.